# Кукліло північний
Куклі́ло північний (Coccyzus americanus) — вид зозулеподібних птахів родини зозулевих (Cuculidae). Мешкає в Америці.

## Таксономія і систематика

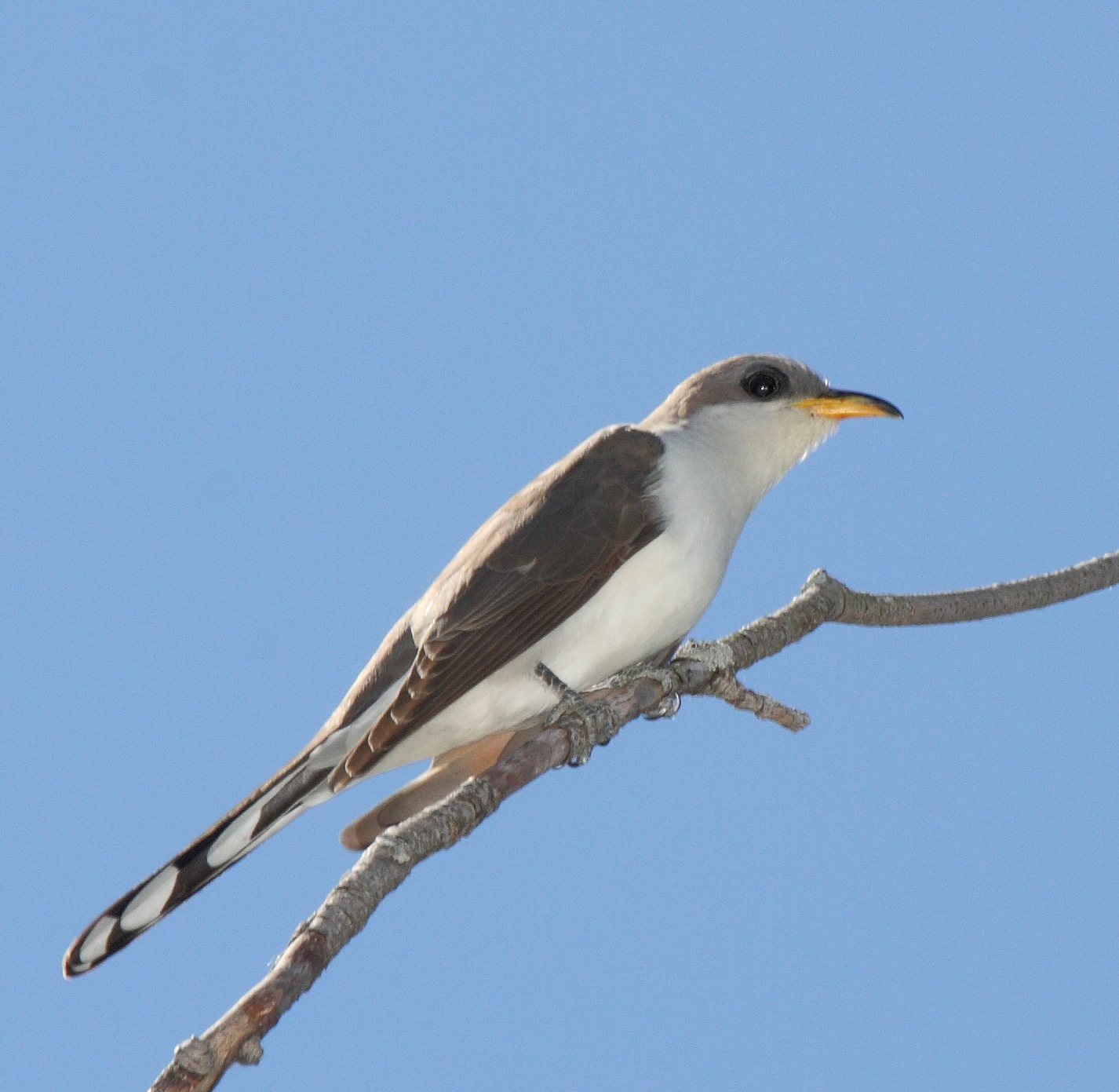
Північний кукліло

Північний кукліло був описаний шведським натуралістом Карлом Ліннеєм у 1758 році, в десятому виданні його праці «Systema Naturae» під назвою Cuculus americanus. У 1816 році його було переведено до роду Кукліло (Coccyzus), встановленого французьким орнітологом Луї Жаном П'єром В'єйо. Північний кукліло є типовим видом цього роду. У 1887 році американський орнітолог Роберт Ріджвей виділив популяції, що мешкають на заході США в окремий підвид C. a. occidentalis. У 1990 році Бенкс прийшов до висновку, що вид Coccyzus americanus є монотиповий, опираючись на порівняльно-морфологічні дослідження, тоді як Прюєтт та інші дослідники у 2001 році на основі порівняльного генетичного дослідження прийшли до висновку, що вид слід розділити на 2 підвиди. Міжнародна спілка орнітологів класифікує цей вид як монотиповий.

## Опис

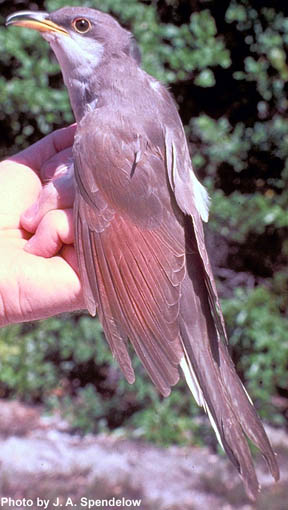
Північний кукліло

Довжина птаха становить 26—32 см, враховуючи хвіст довжиною 15 см і дзьоб довжиною 2,5 см, розмах крил 38—43 см. Самці під час сезону розмноження важать 58 г, самиці 65 г, перед міграцією вони досягають ваги 110 г, після тривалого перельоту вага може становити 31 г. Самиці є дещо більшими за самців, однак мають однакове забарвлення.
Верхня частина голови та верхня частина тіла рівномірно коричневі, першорядні й другорядні махові пера біля основи рудувато-коричневі, стернові пера мають на кінці помітні білі плями. Нижня частина тіла переважно біла, махові пера знизу коричневі або рудувато-коричневі, стернові пера знизу чорні, на кінці білі. Очі темно-карі, у молодих птахів сірі. Навколо очей сірі кільця, під час сезону розмноження вони стають жовтими. Дзьоб міцний, дещо вигнутий, зверху чорний з жовтувато-оранжевим краєм, знизу жовтий або жовтувато-рудий, на кінці чорний.
Забарвлення молодих птахів подібне до забарвлення дорослих птахів, однак хвіст у них знизу сірий, на кінці світлий. Характерне жовте забарвлення дзьоба вони набувають лише на другому місяці життя.
Чорнодзьобі кукліло є схожими на північних кукліло, однак рудувато-коричневі плями в оперенні у них відсутні, як і білі плями на кінчиках стернових пер. У білочеревого кукліло стернові пера також є рівномірно коричневими. У мангрового кукліло на обличчі є чорна «маска», а нижня частина тіла має світло-охристе забарвлення.

### Голос
Типовий крик північного кукліло — це швидке стакато з 8—12 однотонних глухих звуків «кук-кук-кук», швидкість і гучність якого поступово зменшується. Його найчастіше можна почути вранці, інтервал до наступного крику становить більше ніж 10 хвилин. Також можна почути серію з приблизно 20 різких, більш дзвінких криків «коу-коу-коу». Північні кукліло таким чином комунікують між собою, зокрема так самиці, що сидять на гнізді, кличуть самця. Під час сезону розмноження крик північного кукліло можна почути й вдень, і вночі. Вони кричать навіть у жарку погоду, а перед дощем їхні голоси стають більш гучними. За цю здатність північних кукліло передчувати грозу жителі південних штатів дали їм народні назви англ. rain crow — дощова ворона і storm crow — грозова ворона.

## Поширення та екологія
Північні кукліло гніздяться на південному заході Канади (в районі Великих озер), на сході та в центрі Сполучених Штатів Америки, локально в Мексиці (в горах Західної Сьєрра-Мадре, на схід від Східної Сьєрра-Мадре, на півночі півострова Юкатан, зокрема на острові Косумель та на півдні Каліфорнійського півострова), а також на Великих Антильських островах. На заході США північні кукліло гніздяться дуже локально.
Північні кукліло зимують на більшій території Південної Америки на схід від Анд, на південь до центральної Аргентини. Іноді вони також зимують в Панамі. Міграція на південь починається наприкінці вересня — на початку жовтня, однак у виняткових випадках може початися вже наприкінці серпня і продовжуватися до грудня. До місць гніздування на сході США вони починають повертатися наприкінці квітня — на початку травня. До Флориди вони прилітають на 2—3 тижні раніше. На заході ареалу північні кукліло повертаються до місць гніздування з середини травня до середини червня.
На міграції птахи регулярно трапляються на півдні США, в Центральній Америці, на Бермудських і Карибських островах. Бродячі птахи іноді спостерігалися у Західній Європі. До 2007 року північних кукліло 59 разів спостерігали у Великій Британії і 9 разів у Ірландії.
Північні кукліло живуть переважно у широколистяних і мішаних лісах, в рідколіссях, поблизу річок і озер. Зимують на узліссях тропічних лісів, в галерейних і мангрових лісах, в саванах. Зустрічаються на висоті до 2800 м над рівнем моря.

## Поведінка

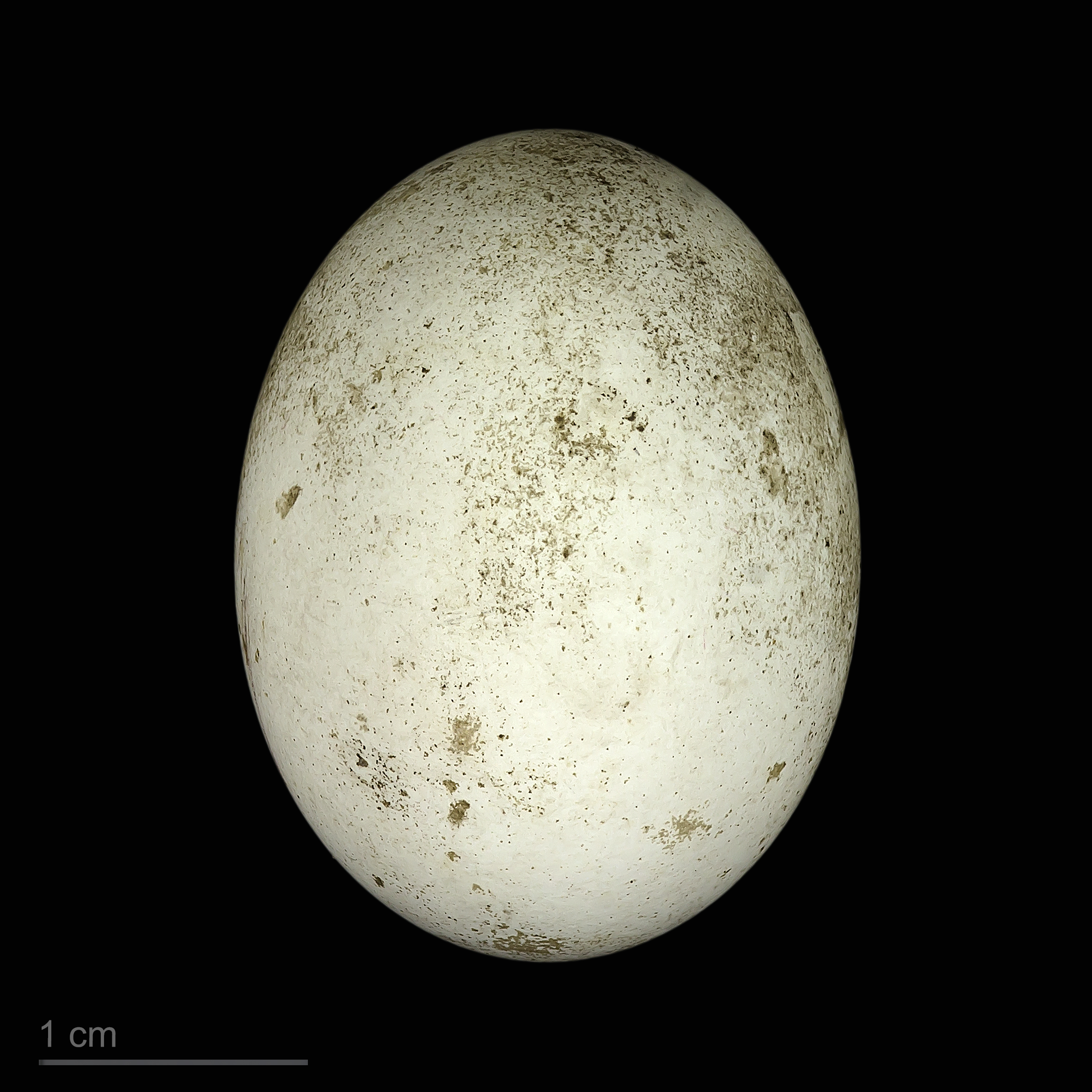
Яйце північного кукліло

Північні кукліло живляться комахами, зокрема коконопрядами і цикадами, яких шукають в кронах дерев та в густих чагарникових заростях або ловлять в польоті. Велику частину їхього раціону складає гусінь, зокрема види, покриті отруйними волосинками й через це неїстівні для більшості інших птахів. Перед тим як проковтнути таку здобич, птах спочатку тре її об кору дерева, щоб позбавитись щетинок. Північні кукліло знищують таких шкідників лісу, як непарних шовкопрядів і американських білих метеликів. Іноді ці птахи ловлять невеликих жаб або ящірок або розорюють гнізда дрібних птахів.
Північні кукліло гніздяться з кінця травня до початку серпня. Їхнє гніздо являє собою платформу з гілочок діаметром 10—35 см, яку іноді встелюють сухим і зеленим листям, хвоєю, мохом, сухими пелюстками квітів або смужками кори. Воно розміщується на горизонтальній гілці дерева або в розвилці між гілками, на висоті від 1 до 6 м над землею, іноді на висоті до 27 м над землею. Гніздо будується парою птахів. Перед початком розмноження самці залицяються до самиці, даруючи їм гусінь або гілочку.
В кладці від 2 до 5 яєць (на заході ареалу в середньому 2,5, на сході ареалу в середньому 3,75). Самиці починають відкладати яйця через 24 години після початку побудови гнізда, відкладаючи по 1 яйцю на день. Інкубаційний період триває 9—11 днів.
Пташенята вилуплюються вагою 8—9 г. Самиці годують їх перші 4—7 днів, після чого за ними починає доглядати самець. Пташенята ростуть дуже швидко і на 4 день життя важать 38 г. Вони покриваються пір'ям на 8-9 день життя, однак самець продовжує піклуватися про них ще приблизно 2 тижні.
За сезон може вилупитися два, іноді навіть три виводки. Дослідники спостерігали, як гніздовій парі може допомагати помічник — самець, який віддає до 40 % своєї здобичі пташенятам, що дозволяє гніздовій парі успішно загніздитися вдруге. Іноді самиці кидають свого самця й утворюють нову пару з самцем, який раніше був помічником. Цей самець-помічник може як продовжити годувати пташенят з попереднього виводка, так і вбити одного з не своїх пташенят.

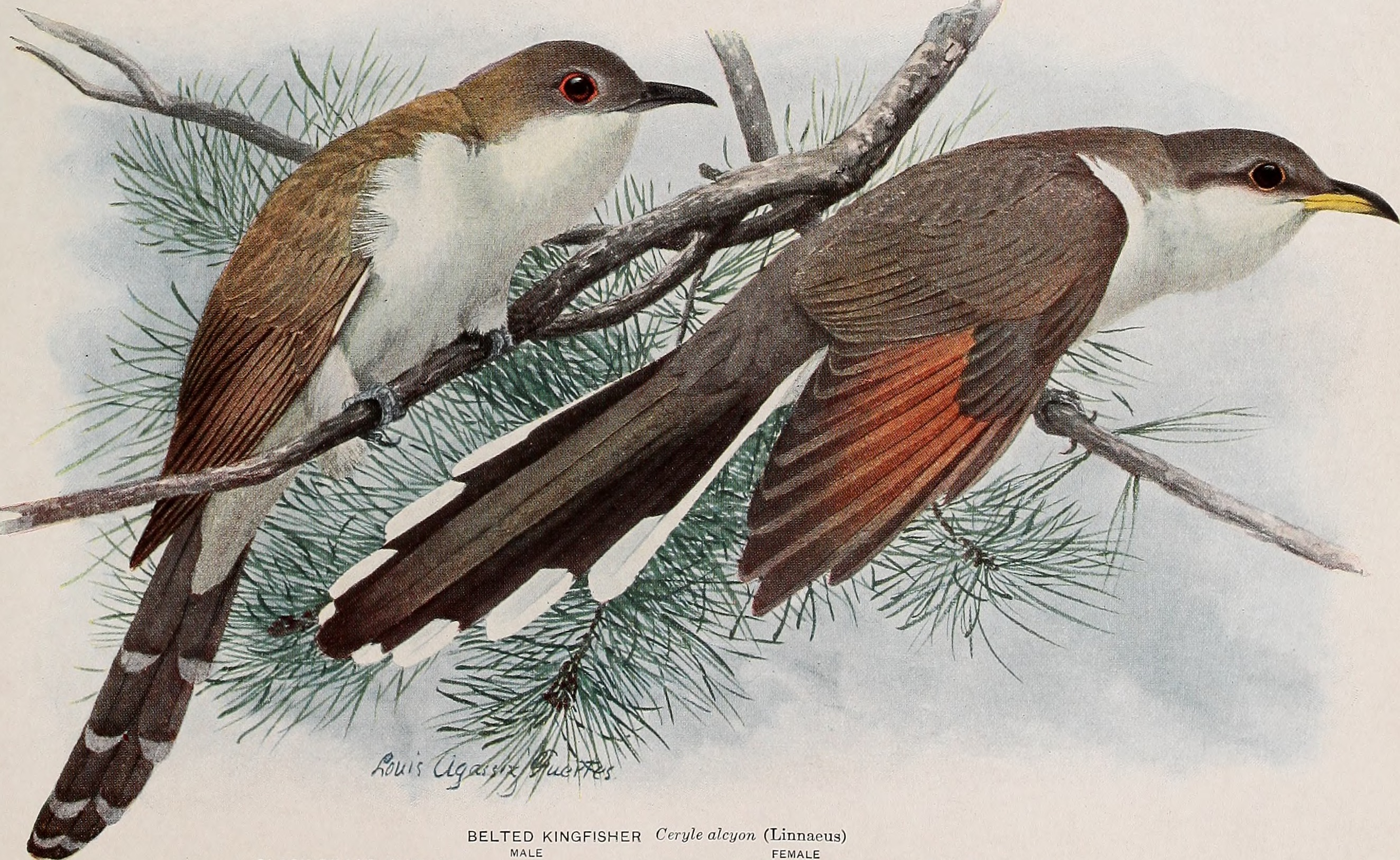
Північний кукліло (попереду) і чорнодзьобий кукліло (позаду)

Північні кукліло іноді не насиджують самостійно яйця, а підкладають їх в гніздо інших птахів, як це робить багато інших видів зозуль. Найчастіше об'єктом їхнього гніздового паразитизму стають інші північні кукліло або чорнодзьобі кукліло. Іноді вони відкладають яйця в гнізда іншим видам птахів, зокрема північним зенаїдам, лускунам, мандрівним і лісовим дроздам, американським омелюхам, червоним кардиналам, східним тауї і червоноплечим еполетникам.

## Збереження
МСОП класифікує цей вид як такий, що не потребує особливих заходів зі збереження. За оцінками дослідників, популяція північних кукліло становить приблизно 9,7 мільйона птахів. З 1970 по 2017 популяція цього виду скорочувалася в середньому на 1,6 % кожен рік. Особливо сильно скоротилася популяція цього виду на заході США. Служба рибних ресурсів та дикої природи США класифікує західні популяції цього виду як такі, що перебувають під загрозою зникнення і підлягають охороні.